# L214
L214 (auch bekannt als L214 éthique & animaux) ist eine Tierschutzorganisation in Frankreich. Sie wurde 2008 von Sébastien Arsac und Brigitte Gothière gegründet.
Der Verein befasst sich mit dem Schutz von Nutztieren, die für den menschlichen Verzehr verwendet werden (Fleisch, Milch, Eier, Fisch). Die Mission ist es: "die Realität dessen, was in den Schlachthöfen vor sich geht, zu zeigen".

## Geschichte
Der Name der Organisation stammt von dem Artikel „L214“ des französischen Gesetzes „Code Rural“, indem Tiere zum ersten Mal im französischen Recht als "empfindliche Wesen" bezeichnet werden:
"Jedes Tier ist ein (schmerz-) empfindliches Wesen, das von seinem Besitzer unter Bedingungen gehalten werden muss, die mit den biologischen Anforderungen seiner Art vereinbar sind."
Allerdings wird dieser Artikel in Frankreich weder in der derzeitigen Praxis noch in der Rechtsprechung ernsthaft mit berücksichtigt.

## Schwerpunkt
Der Verein will die gewöhnlichen Bedingungen der Tierzucht-, der Fischerei-, des Transports- und der Schlachtung von Tieren dokumentieren, um die öffentliche Debatte über das Wohlergehen der Tiere zu fördern. Der Verband führt regelmäßig Informationskampagnen durch, um die Tierschutzgesetze sowie das Konsumverhalten der Verbraucher zu überdenken und ändern zu wollen. Die Ergebnisse und Erfahrungen des Vereins sowie die veröffentlichten Bilder und Videos werden häufig im Fernsehen ausgestrahlt sowie von Websites, Blogs und Printmedien übernommen. 2016 hatte der Verein 15 festangestellte Mitarbeiter, mehr als 15.000 Mitglieder, 230.000 Abonnenten des Newsletters, eine halbe Million Abonnenten bei Facebook und ein Budget von rund eine Million Euro im Jahr.

## Kampagnen

### Töten von Küken
Im November 2014 veröffentlichte der Verein ein Video auf seiner Website, das in der Brüterei Saint-François in Saint-Hernin im Westen Frankreichs gedreht wurde. In dem Video ist zu sehen, wie Küken lebend in Müllsäcken verpackt und erstickt werden. Sie werden lebend in einen Müllcontainer geworfen oder lebendig geschreddert. Nach Angaben des Vereins wurden 2014 auf diese Weise 100.000 Küken getötet. Der Geschäftsführer der Brüterei wurde am 8. März 2016 wegen Tiermisshandlungen vom Strafgericht in Brest zu einer Geldstrafe von 19.000 Euro verurteilt. Vom zweiten Anklagepunkt, der "vorsätzlichen und unnötigen Vernichtung von Haustieren" wurde er freigesprochen, da das Gericht der Ansicht war, dass die Taten nicht von ihm selbst, sondern von den Angestellten begangen wurden. Einen Monat zuvor erklärte der Geschäftsführer in der mündlichen Verhandlung am 2. Februar 2016 noch vor Gericht, dass er von der Praxis, lebende Küken direkt in den Schredder zu werfen, nichts gewusst hätte und er versicherte, dass er die Mitarbeiter angewiesen hätte, die Küken zunächst an die Euthanasiemaschine weiterzugeben". Allerdings wurden von der Brüterei auch tote Küken verkauft, dafür hatte man Rechnungen ausgestellt, auf denen auch die Tötungsmethoden zu entnehmen waren. Rund ein Jahr nach der Verurteilung wurde die Brüterei am 2. März 2017 vom Handelsgericht in Brest für insolvent erklärt.

### Stopfleber
Frankreich ist der größte Produzent von Stopfleberprodukte. Während der Import und der Verkauf in der EU zulässig ist, ist die Produktion in vielen Ländern verboten. Europaweit wird sie nur in fünf Ländern produziert: In Frankreich, Belgien, Spanien, Bulgarien und Ungarn. Im November 2013 hatte eine Recherche von L214 aufgedeckt, was sich hinter den Fassaden des größten Stopfleberproduzenten in Frankreich, der Firma „Ernest Soulard“ abspielt. Die Recherchen wurden im August 2013 in sechs der Mastanlagen des Produzenten durchgeführt. Das dabei entstandene Filmmaterial zeigt die grausame Wahrheit, die sich hinter Stopfleber verbirgt: Die Enten sind in winzige Metallkäfige eingepfercht, völlig verängstigt, viele von ihnen sind verletzt oder ringen mit dem Tod. Mehrmals täglich werden sie wie am Fließband zwangsernährt, indem ihnen das Futter durch ein Metallrohr direkt in den Magen gepumpt wird. Das Bildmaterial zeigt die durch die schmerzvolle Fütterung kranken Tiere, die kaum fähig sind, zu atmen und mit dem Tod kämpfen – oder schon verloren haben und leblos in ihren Käfigen liegen. Zu den weiteren Aufgaben der Mäster zählt auch das Verabreichen von Antibiotika, obwohl Antibiotika in der Stopfmast verboten sind, um die Gesundheit der Konsumenten zu schützen.

### Pelzindustrie
In Deutschland gibt es mittlerweile nur noch eine Pelztierfarm und obwohl sich über 84 % der französischen Bürger gegen Pelz aussprechen, existieren in Frankreich noch etwa zehn Pelztierfarmen mit über 100.000 Tieren. Das die Zustände auf europäischen Pelztierfarmen keineswegs besser sind als in China, zeigen die Rechercheaufnahmen, die der Verein im Februar 2018 veröffentlicht hat. Die Aufnahmen wurden im November 2017 auf einer der Pelztierfarmen in der Region Vendée aufgenommen. Das Filmmaterial zeigt Nerze, die ihr ganzes Leben in winzigen Drahtkäfigen eingesperrt sind und die ein stereotypes Verhalten zeigen wie ein ständiges Im-Kreis-Drehen oder ein Auf-und-Ab-Wippen. Sie beißen auf die Gitterstäbe und versuchen ihrer Lage zu entkommen. Neben der Veröffentlichung wurde eine Online-Petition gestartet, in der man ein Zuchtverbot für Pelztiere fordert. Zudem wurde ein fast 30 Seiten langer Bericht veröffentlicht, der an die Europäische Kommission und an die Behörden in Frankreich weitergegeben wurde.

### Kupieren von Schwänzen
Im April 2022 hat ein Strafgericht in Moulins (Allier) einen Schweinehalter zu einer Geldstrafe von 50.000 Euro (die Hälfte davon auf Bewährung) wegen Tierquälerei verurteilt, da er routinemäßig Schweineschwänze kupiert hat. L214 hat im Vorfeld entsprechendes Videomaterial veröffentlicht.

### Schlachthöfe
Der Verein L214 ist vor allem dafür bekannt, Fälle von Tiermisshandlungen und Tierquälerei in Schlachthöfen aufzudecken:

#### Schlachthof von Metz
Im September 2008 recherchiere der Verein im Schlachthof Charal in der Stadt Metz im Nordosten Frankreichs. Die versteckten Aufnahmen wurden von einem Aktivisten des Vereins gemacht, der zuvor von der Firma Charal als Mitarbeiter im Schlachthof eingestellt worden war. Zwei vorangegangene Anfragen des Vereins auf Besichtigung des Schlachthofs, wurden mit einem Brief von der Firma Charal abgelehnt, indem die Firma erklärt hatte: "den Tierschutz zu einem zentralen und spezifischen Teil ihrer Qualitätspolitik gemacht zu haben". Die heimlich gefilmten Rechercheaufnahmen aus dem Schlachthof zeigen Mitarbeiter beim Schlachten von Rindern, die entgegen den geltenden Vorschriften geschlachtet werden und bei den Tieren zu einem unerträglichen Tod führen. Der französische Landwirtschaftsminister, Bruno Le Maire sagte, er sei schockiert von den Bildern, von Tieren, die vor- und während sie am Ausbluten waren, das Bewusstsein wiedererlangt haben. Infolge der Veröffentlichung kündigte er eine allgemeine Prüfung der französischen Schlachthöfe an. Am 1. September 2009 reichte L214 eine Klage gegen die Firma Charal wegen "Tierquälerei" beim Gericht in Metz ein. Die Firma Charal bestreitet die Vorwürfe der Tierquälerei: "L214 wirft uns Dinge vor, die wir nicht tadeln können", sagte ein Sprecher. Zudem hatten die Anwälte von Charal den Verein L214 aufgefordert, alle Videodokumente aus dem Schlachthof in Metz aus dem Internet zu entfernen. Als daraufhin im März 2012 die einstündige Dokumentation und Reportage auf Arte „Nie wieder Fleisch“ zum ersten Mal ausgestrahlt wurde, in der auch Szenen aus dem Video von L214 aus dem Schlachthof in Metz zu sehen waren, reichte die Firma Charal eine Klage sowohl gegen den Verein L214, als auch gegen ihren Sprecher Sébastien Arsac und gegen den Fernsehsender Arte ein, wegen eines Verstoßes gegen die Unschuldsvermutung und wegen Rufschädigung. 2013 erklärte das Tribunal de Grande Instance in Paris die Ansprüche von Charal für unzulässig und wies die Klage ab. Gleichzeitig wurde Charal verurteilt, die Kosten der Gegenseite von allen vier Parteien zu übernehmen, was einen Gesamtbetrag von ungefähr 6.000 Euro ausmacht.

#### Schlachthof von Alès
Am 14. Oktober 2015 veröffentlichte der Verein mehrere Videos aus heimlich gefilmten Aufnahmen aus dem städtischen Schlachthof in Alès im Département Gard in Südfrankreich. Es zeigt die Tötung von Pferden, Schweinen und Rindern unter schlechten hygienischen Bedingungen. Lebende Pferde werden mit Seilwinden an einem Bein in die Schlachtbox gehievt. Pferden und Kühen, die noch bei Bewusstsein sind, wird bei lebendigem Leib die Kehle durchgeschnitten. Schweine schreien sich die Seele aus dem Leib, während sie mit Kohlenstoffdioxid betäubt und schließlich getötet werden. Die Bilder, die von vielen Medien aufgenommen wurden, zwangen die Behörden und den Bürgermeister der Kommune, Max Roustan dazu, den Schlachthof vorübergehend zu schließen. Knapp drei Jahre später veröffentlichte die bekannte Tierschutzaktivistin Brigitte Bardot aus Frankreich zusammen mit Rémi Gaillard am 20. Mai 2018 neues Videomaterial aus dem Schlachthof von Alès, das im Februar 2018 heimlich aufgenommen wurde. Die Aufnahmen machen deutlich, das sich in der Zwischenzeit nichts an den Missständen seit der letzten Veröffentlichung aus dem Jahr 2015 geändert hat. In dem Video ist zu sehen, wie Schafe und Rinder ohne vorherige Betäubung rituell geschlachtet werden. Ein Schwein versucht aus der CO2-Grube zu fliehen und ein Kalb, das zum Zeitpunkt der Tötung die Milch von seiner Mutter erbricht. Im April 2016 erklärte der Bürgermeister der Kommune Max Roustan bei einer Anhörung noch, das jedes Jahr 60 000 Tiere im Schlachthof von Alès geschlachtet werden und mehr als 50 % davon, also ein bedeutender Anteil in Halal.

#### Schlachthof von Vannes
Im Oktober 2015 reichten Tierschutzorganisationen einschließlich dieses Vereins eine Klage gegen den Schlachthof in Vannes ein, nachdem festgestellt wurde, dass ein junges Vieh auf dem Innenhof des Schlachthofs mit einem gebrochenen Becken und ohne Wasser und Nahrung das ganze Wochenende aushalten musste. Der Eigentümer des Schlachthofs, die SARL Sélection Viande, wurde aus dem Grund im Juni 2016 zu einer Geldstrafe von 2.200 Euro und zu 7.300 Euro für die Erstattung der Kosten der Gegenseite verurteilt.

#### Schlachthof von Vigan
Am 22. Februar 2016 veröffentlichte der Verein drei Videos aus mehreren Stunden heimlich gefilmten Aufnahmen aus dem städtischen Schlachthof von Vigan im Département Gard. Bei der Einrichtung handelt es sich um einen zertifizierten Bio-Schlachthof, der sich in Südfrankreich befindet. Auf den Aufnahmen ist zu sehen, wie einige Mitarbeiter die Tiere misshandeln und sadistisch verhöhnen. Ein Mitarbeiter fügt einem Schaf mehrere Stromstöße zu und lacht dabei. Schafe werden brutal gegen eine Metallbarriere geworfen und Tiere, die nicht ordnungsgemäß betäubt wurden und noch bei vollem Bewusstsein sind, trotzdem geschlachtet werden. Ein Schwein bekommt solange Stromstöße am Kopf, bis Rauch aufsteigt. Nur einen Tag nach der Veröffentlichung wurde der Schlachthof geschlossen. Einen Monat nach der Schließung entschied der Bürgermeister der Gemeinde, den Schlachthof wieder zu eröffnen, unter der Voraussetzung, dass keine Pferde mehr geschlachtet werden. Daneben wurde von der Staatsanwaltschaft ein Ermittlungsverfahren aufgenommen, nachdem der Verein L214 heimlich gemachte Videoaufnahmen vorgelegt hat, die belegen, dass Tiere brutal behandelt und vor dem Schlachten gequält werden. Zudem hatte das Landwirtschaftsministerium ein Verfahren gegen die staatliche Veterinärbehörde eingeleitet. Am 23. März 2017 wurde in der Stadt Alès gegen drei natürliche Personen (Angestellte und ehemalige Mitarbeiter des Schlachthofs) und eine juristische Person (vom Kommunalverband der Gemeinde, die den Schlachthof verwalten), die sich vor Gericht verantworten müssen, der Prozess eröffnet. Es handelt sich dabei um das erste strafrechtlich relevante Gerichtsverfahren gegen Schlachthofmitarbeiter in Frankreich. Am 28. April 2017 wurde ein ehemaliger Mitarbeiter des Schlachthofs wegen Tiermisshandlungen vom Strafgericht in Alès zu einer Bewährungsstrafe von acht Monaten und zu einer Geldstrafe von 600 Euro verurteilt. Auf der anderen Seite wurde der Kommunalverband der Gemeinden Pays Viganais, die den Schlachthof leitete, zu einer Geldstrafe von 3.500 Euro verurteilt.

#### Schlachthof von Mauléon-Licharre
Am 29. März 2016 enthüllte der Verein einen neuen Fall von Tiermissbrauch aus einem interkommunalen Schlachthof in Mauléon-Licharre im Département Pyrénées-Atlantiques. Die Einrichtung schlachtet Tiere aus den Bereich Bio und dem Qualitätssiegel Label Rouge. Die Aufnahmen beweisen, dass die gesetzlichen Regeln nicht oder zumindest nur selten respektiert werden und das auch vielerlei Fälle von Tierquälerei vorkommen. In dem Video sind Szenen von unerträglicher Grausamkeit zu sehen: An den Füssen aufgehängte Lämmer waren beim tödlichen Schnitt durch die Kehle noch bei Bewusstsein und zappelten verzweifelt, einige waren offenbar auch noch nicht tot, als sie bereits zerteilt wurden. L214 hat bei der Staatsanwaltschaft in Pau eine Klage wegen Tiermisshandlung, schwerer Tiermisshandlung und Grausamkeit eingereicht. Aufgrund der Veröffentlichung entschloss sich der Bürgermeister der Gemeinde dazu, die Einrichtung für einen unbestimmten Zeitraum vorsorglich zu schließen, damit Untersuchungen durchgeführt werden können. Die Präsidentin des Verbandes der Veterinärinspektoren, Laurent Lasne, räumt Fehler der Veterinäre ein und prangert gleichzeitig den Rückgang von zwanzig Prozent der Bediensteten in den letzten zehn Jahren an. Sie macht geltend, das die von L214 aufgedeckten Missbrauchsfälle außergewöhnlich seien und nicht für alle französischen Schlachthöfe repräsentativ seien, ohne die Aussagen jedoch zu beweisen. Von der Staatsanwaltschaft in Pau sind bei einer Untersuchung der veröffentlichten Videos gleich mehrere Straftaten festgestellt worden. Vor dem Strafgerichtshof von Pau sollte im März 2018 gegen vier Mitarbeiter und dem ehemaligen Direktor des Schlachthofes u. a. wegen Tierquälerei der Prozess eröffnet werden, der Termin ist allerdings auf den 17. und 18. September 2018 verschoben worden.

#### Schlachthof von Pézenas & Mercantour
Am 29. Juni 2016 veröffentlichte der Verein mehrere Videos, die in zwei Schlachthöfen in Südfrankreich aufgenommen wurden. Sie stammen aus dem Schlachthof in Pézenas und dem Schlachthof Mercantour in Puget-Théniers. Sie wurden zwischen November 2015 und Mai 2016 heimlich aufgenommen. Die Aufnahmen zeugen von mittelalterlichen Bedingungen, qualvollen Methoden und unnötiger Brutalität gegenüber Tiere. Bei den Aufnahmen aus dem Schlachthof in Pézenas ist zu sehen, wie ein Mitarbeiter mit der Spitze seines Messers in das Auge eines Schafs sticht. Danach wird dem Tier ohne vorherige Betäubung die Kehle durchgeschnitten. Die Veröffentlichungen stießen frankreichweit auf große Resonanz. Im Anschluss kam es zu Mahnwachen vor dem Schlachthof in Puget-Théniers und zu weiteren Demonstrationen gegen den Schlachthof, wozu sich der Betreiber gezwungen sah, den Betrieb bis auf weiteres einzustellen. Bereits Anfang der 2000er Jahre stand der Schlachthof schon einmal kurz vor der endgültigen Schließung.

#### Schlachthof von Limoges
Am 3. November 2016 wurden drei weitere Videos veröffentlicht, die von einem Mitarbeiter des Schlachthofs in Limoges, dem größten städtischen Schlachthof in Frankreich, mit rund 80 Mitarbeitern und 300 bis 500 täglich geschlachteten Tieren, gefilmt wurden. Die Videos zeigen die Schlachtung schwangerer Kühe, die gewaltsam geschlagen werden, bevor die ungeborenen Kälbchen aus ihnen herausgeholt und in den Müll geworfen werden. Man sieht, wie die Mitarbeiter die Bäuche von trächtigen Kühen mit Messern aufschneiden und den Fötus herausholen. Sie werden daraufhin auf einen großen Haufen von Gedärmen und weiteren Föten geworfen.
Bereits 2014 hat PETA darauf aufmerksam gemacht, dass in Deutschland trächtige Kühe geschlachtet werden. Laut einer Studie der Bundestierärztekammer sterben in deutschen Schlachthöfen jedes Jahr etwa 180.000 ungeborene Kälber im Mutterleib – sie ersticken langsam und qualvoll, während ihre Mütter am Schlachterhaken ausbluten. Am 1. September 2017 trat dazu ein neues Gesetz in Kraft. Danach ist es nicht mehr erlaubt: „ein Säugetier, das sich im letzten Drittel der Trächtigkeit befindet, zum Zweck der Schlachtung abzugeben“. Dieses Gesetz war bereits im Vorfeld scharf kritisiert worden, nachdem CDU/CSU und SPD im April 2017 einen Gesetzentwurf vorgelegt hatten. Fachleute, Tierärzte und Tierschutzverbände bemängeln, das das Gesetz nicht alle Schlachttiere umfasst, sondern ausdrücklich Schafe und Ziegen außen vor lässt. Zudem enthält das Gesetz unbegründete und tierschutzwidrige Ausnahmeregelungen, die eine Schlachtung trächtiger Rinder weiterhin möglich machen.

#### Schlachthof von Houdan
Am 16. Februar 2017 veröffentlichte der Verein zwei neue Videos über Tiermisshandlungen aus einem Schlachthof in Nordfrankreich. Sie stammen aus dem Schlachthof Guy Harang in Houdan im Département Yvelines, etwa 70 km von Paris entfernt. Bei dem Schlachthof handelt es sich um einen reinen Schweineschlachthof. Er ist der einzige und letzte dieser Art, der sich in der Region Île-de-France in Nordfrankreich befindet. In den Videos ist zu sehen, wie Schweine immer wieder von einem Mitarbeiter geschlagen werden, wenn sie sich weigern, freiwillig in Richtung der Betäubungsanlage zu laufen. Er tritt den Schweinen gegen den Kopf und gibt ihnen Stromstöße. L214 reichte gegen den Schlachthof eine Klage wegen Tiermissbrauch beim Gericht in Versailles ein.
Im Januar 2017 beschloss das französische Parlament ab 2018 eine Videoüberwachung in französischen Schlachthöfen einzuführen. Dadurch sollen Tiermisshandlungen und unnötige Tierquälerei verringert werden. Die Aufnahmen aus dem Schlachthof in Houdan entstanden einen Monat vorher, nachdem Sébastien Arsac, der Mitbegründer von L214 und ein weiteres Mitglied in der Nacht vom 11. auf den 12. Dezember 2016 das Schlachthofgelände betraten, um in einer Gondel der Betäubungsanlage eine versteckte Kamara anzubringen. Damit wollte man das Leiden der Schweine während der CO2-Betäubung dokumentieren. Dabei ahnten beide nicht, das der Schlachthof bereits mit einer Videoüberwachungsanlage ausgestattet war. Als sie am nächsten Tag die Kamara mit den Aufnahmen abholen wollten, wurden sie vor Ort von der Gendarmerie festgenommen. Am 9. Oktober 2017 mussten sich beide wegen "Hausfriedensbruch und Versuch eines Eingriffs in die Privatsphäre durch Übertragung von Bildern" vor Gericht verantworten.

#### Schlachthof von Chantonnay
Am 6. September 2017 wurden von dem Verein zwei Videos veröffentlicht, die zwischen April und Mai 2017 in einem industriellen Hühnermastbetrieb im Auftrag der Groupe Doux und in einem Schlachthof in Chantonnay in der Region Pays de la Loire aufgenommen wurden. Dazu wurde ein fast 50 Seiten langer Bericht veröffentlicht, der neben den Fakten und Fotos von diesen Orten, auch nochmal auf die europäische Gesetzesgrundlage hinweist und Empfehlungen bezüglich der Zuchtbedingungen enthält. Mit den neuen Veröffentlichungen will der Verein die Art und Weise, wie die Hühner gezüchtet und geschlachtet werden, anprangern: "In nur 32 Tagen (4 mal schneller als 1950) erreichen die Hühner mit einem Wachstumsbeschleuniger das Gewicht von 1,4 kg und werden zum Schlachthof in Chantonnay gebracht." Das Video zeigt, wie in dem Schlachthof die Tiere mit dem Kopf nach unten aufgehängt und bis zu 240 Hühner pro Minute getötet werden. Daneben wurde eine Online-Petition gestartet, die sich an den französischen Landwirtschaftsminister Stéphane Travert und das Umweltministerium von Nicolas Hulot richtet und in der man einen sofortigen Stopp der intensiven Tierzuchtbedingungen von Hühnern fordert.

## Andere Aktivitäten

### Veggie Challenge
L214 betreibt über die Website „vegan-pratique.fr“ eine Sensibilisierungskampagne zur Förderung der veganen Ernährung. In diesem Zusammenhang organisiert der Verein in regelmäßigen Abständen eine Veggie Challenge, an der jeder teilnehmen kann. Die Challenge dauert 21 Tage, die Teilnahme ist kostenlos und setzt eine vorherige Registrierung voraus. Während der Challenge erhalten die Teilnehmer jeden morgen eine E-Mail, die einen persönlichen Ernährungsplan für den ganzen Tag enthält. Die Teilnehmer sollen durch die Teilnahme neue und ausgewogene Rezepte zu vegetarischen und veganen Speisen näher kennenlernen, wie man sie zubereitet und welche Zutaten man dafür benötigt. Die Teilnehmer, die sich strikt an ihren Ernährungsplan halten und die gesamte Challenge bis zum Ende durchhalten, werden schnell feststellen, das es nicht so schwierig war, auf tierische Produkte zu verzichten.

## Webressourcen
L214 betreibt mehrere französische Informationswebseiten, deren Inhalte unter einer Creative Commons Lizenz stehen:
- http://www.stopgavage.com : widmet sich dem Schicksal von Enten und Gänsen, die zur Herstellung von Foie Gras verwendet werden.
- http://www.lait-vache.info : informiert darüber, was die Produktion von Milch und ihren Derivaten (Käse, Butter, Joghurt...) für Kühe und Kälber bedeutet.
- https://www.politique-animaux.fr : veröffentlicht Positionen von politischen Akteuren zu verschiedenen Themen im Zusammenhang mit dem Tierschutz.
- https://www.viande.info : sammeln Daten über ethische, ökologische und gesundheitliche Fragen, die durch Produktion und Konsum tierischen Ursprungs aufgeworfen werden.
- https://vegan-pratique.fr : eine Website zur Ernährungsberatung, sowie mit Tipps und Rezepten, um sich vegan oder vegetarisch zu ernähren.
- https://vegoresto.fr : eine Website, die vegane und vegetarische Restaurants in Frankreich auflistet.
- https://de.stopabattoirs.org : eine Website über Demonstrationen für die Schließung von Schlachthäuser.